# Prasat Tam Nak Sai

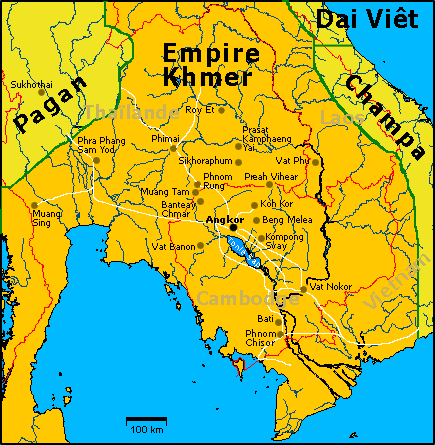
Principaux sites khmers

Le Prasat Tam Nak Sai est une chapelle d'hôpital construite par Jayavarman VII, située à Bak Dong, à proximité de Khunhan (Province de Si Saket, dans l'est de l'actuelle Thaïlande).
Selon une inscription découverte à Ta Prohm, le roi Jayavarman VII fit construire 102 Arogayasalas (ou Arogyasalas), des hôpitaux répartis sur l'ensemble de l'empire le long des principales routes. À proximité de chaque hôpital se trouvait une chapelle. On pense que les hôpitaux eux-mêmes étaient construits en bois. De nombreuses inscriptions en khmer et en sanscrit ont été retrouvées à proximité de ces arogayasalas, en rapport avec ces hôpitaux.
Comme la plupart des chapelles d'hôpital de Jayavarman VII, le plan en est très simple : il s'agit d'une petite tour en briques avec une base en latérite, avec un porche faisant face à l'est. Au sol, on peut voir le bouton de lotus en pierre qui décorait le sommet du prasat. Devant l'entrée, deux lions de pierre.
La porte était surmontée d'un linteau représentant le dieu Naraï (Vishnou) couché sur le serpent Nâga, avec Lakshmi à ses pieds; ce linteau est conservé de nos jours au Musée National de Phimai.
Les gens de la région croient que cette chapelle est visitée par les esprits et ne manquent pas, s'ils sont en voiture, de klaxonner trois fois pour s'attirer leurs faveurs.
Le prasat Tam Nak Sai a été très endommagé par une tempête en décembre 2010. Depuis l'été 2011, le Department of Fine Arts de Thaïlande procède à des fouilles et des restaurations.

## Photographies

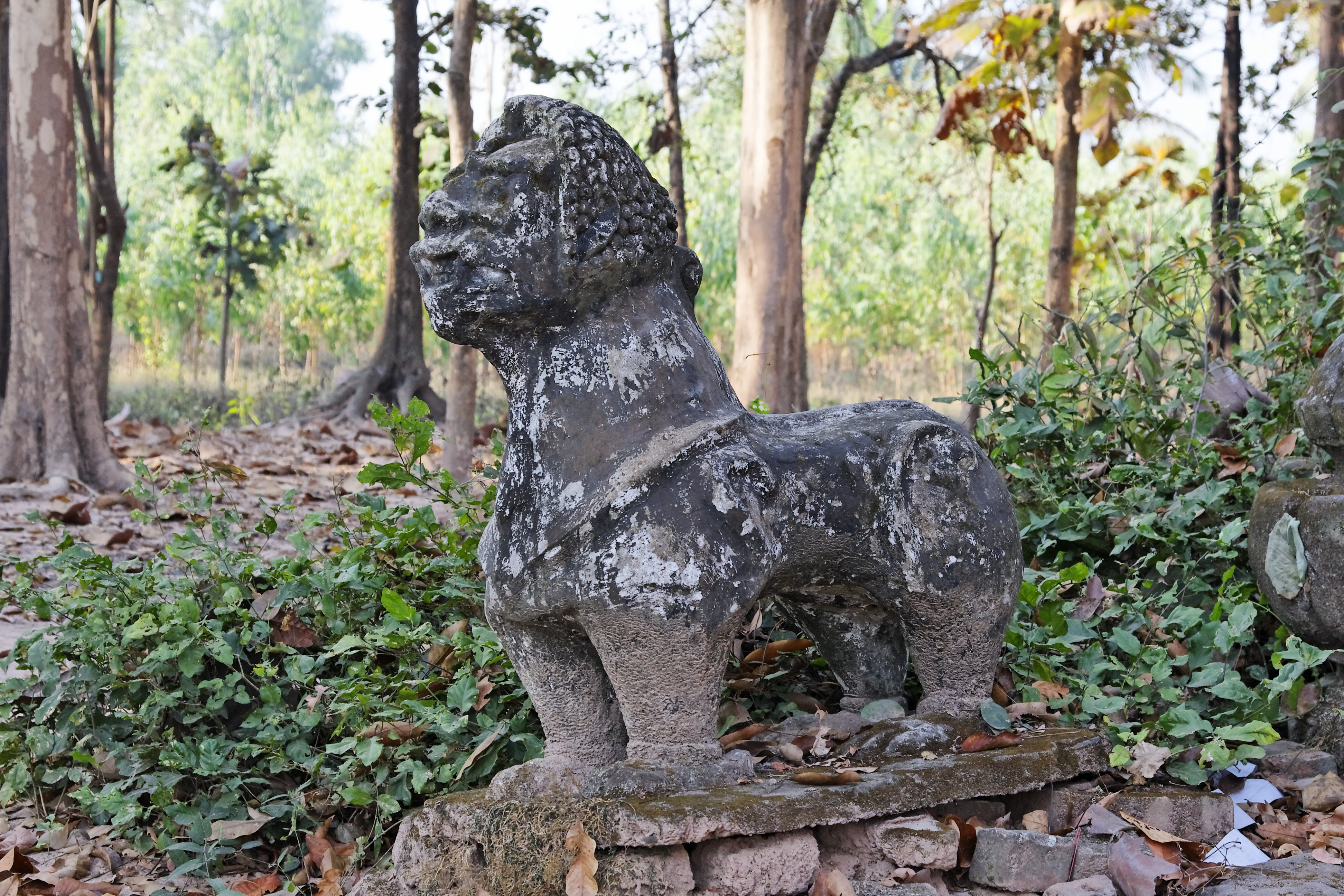
Un des lions qui "gardent" l'entrée
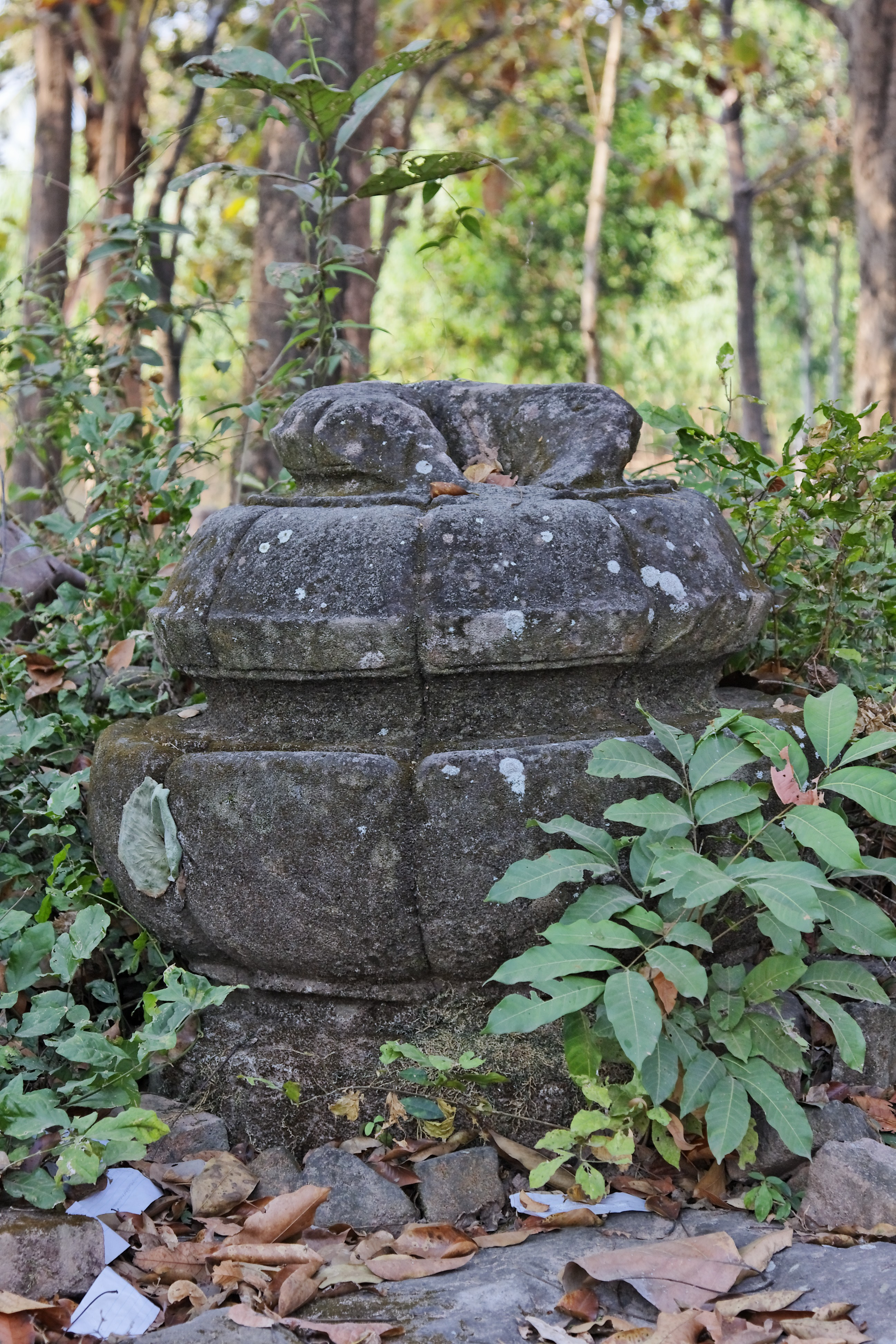
Le bouton de lotus en pierre qui décorait le haut de la tour
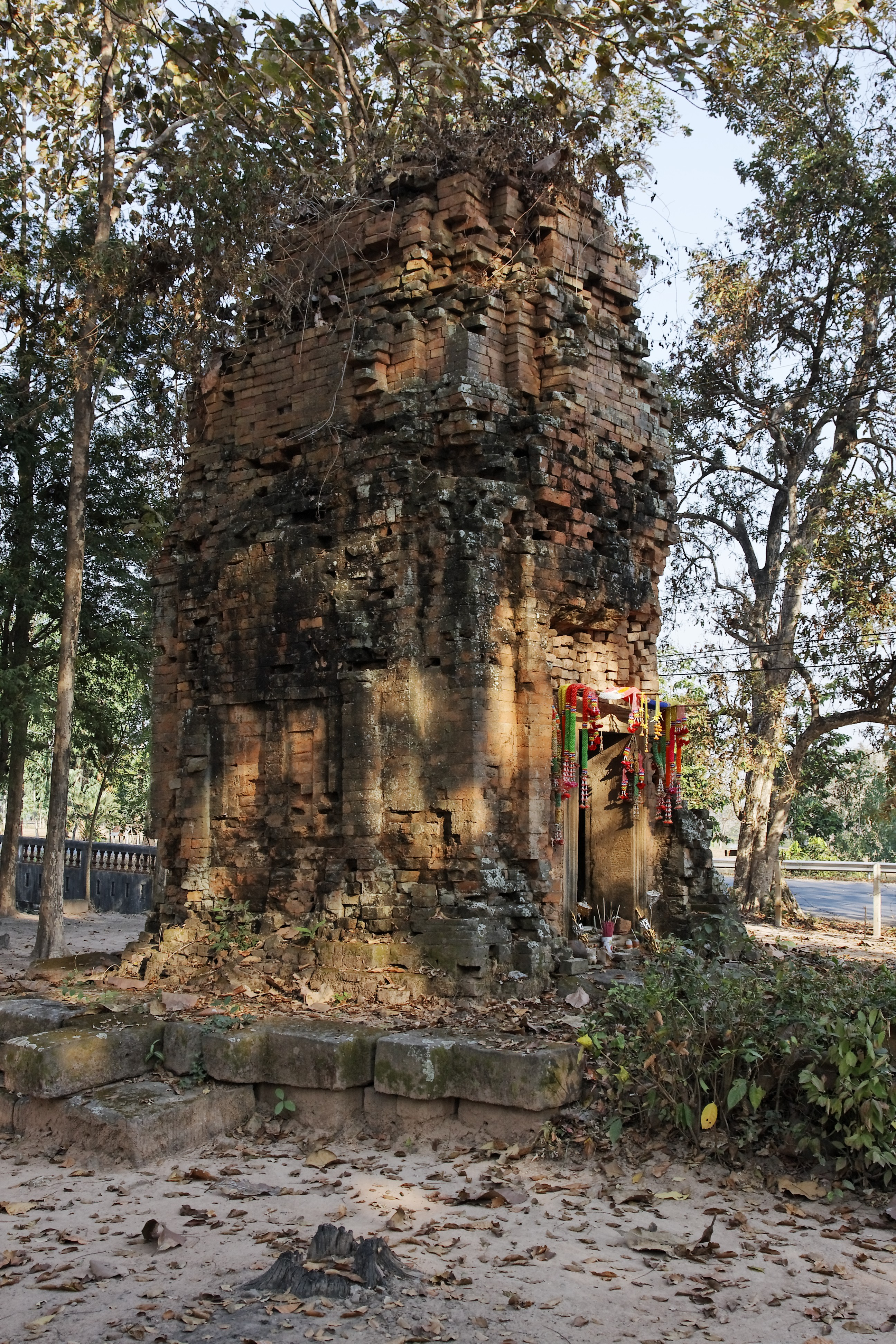
Vue latérale